# 亨利·雷伊
亨利·雷伊（法語：Henri Rey，1932年6月27日—2016年2月15日），法国篮球运动员，曾效力于ASVEL俱乐部。他曾代表法国参加1956年夏季奥运会男子篮球比赛，最终获得第四名。